# Principado
Um principado é um território governado por um príncipe. É distinto de um reino, normalmente por ser um microestado, outras vezes porque não tem soberania total.
No primeiro caso encontram-se Andorra, Liechtenstein e Mónaco: os três são países localizados na Europa, reconhecidos como estados (países) soberanos independentes. Os três são membros plenos da ONU.
Em contraste, os principados de País de Gales no Reino Unido e de Astúrias na Espanha não são estados atualmente. Em ambos os casos, o herdeiro ao trono do país é o príncipe-titular do principado.
Por vezes, a noção de território como principado é devida a fatores históricos: a Catalunha, por exemplo, mesmo que tenha sido um estado soberano que se estendia de Barcelona a Atenas, era conhecida como principado, apesar do seu governante ter o título de rei (do reino de Aragão estendido como império aragonês). O que é um caso curioso, onde o poder governante tem um grau nominal inferior ao do território que governa.
Um exemplo interessante europeu é o Principado de Sperlinga de Giovanni Natoli. No século XI, como no Reino da Sicília, o Principado de Sperlinga, onde o rei Felipe IV concedida a John Forti Natoli (Giovanni Natoli), para si e seus descendentes, não só o título de príncipe, mas a transformação da baronato no Principado, e licentia populandi cum privilegium aedificandi ou o privilégio "de ser capaz de tomar a terra."
Na história da Rússia, o termo "principado", e por vezes, ducado, é usado para o termo russo knyazhestvo, um território governado por um knyaz.
No Império do Brasil, o herdeiro do trono brasileiro era chamado de príncipe imperial do Brasil, e o filho deste, de príncipe do Grão-Pará. Grão-Pará era, na época, a maior província brasileira, mas, como acontece no Reino Unido e na Espanha, o príncipe associado a este topônimo não era o soberano da província.
Outra forma possível de principado a ser catalogada, pela extensão territorial e pelas características políticas, é o emirado, a exemplo do Kuwait, do Qatar e dos Emirados Árabes Unidos. Nos dois primeiros, uma única família governa o país; e no último onde sete famílias detêm o controle político de cada um dos sete emirados, sendo eleito dentre os sete emires, um presidente e um vice-presidente pelo colégio de emires, a cada cinco anos.
Sealand, um território teoricamente independente, autoproclama-se um principado e seus "donos" proclamam-se príncipe e princesa.

## Principados independentes atuais
- Andorra com os copríncipes Emmanuel Macron e Joan Eric Vives i Sicilia.
- Mônaco com o príncipe soberano Alberto II.
- Liechtenstein com o príncipe soberano Hans - Adam II.Notas

1. ↑  O herdeiro do trono do Reino Unido tem o título de Príncipe de Gales
2. ↑  O herdeiro do trono da Espanha tem o título de Príncipe das Astúrias